# التعليم في قبرص الشمالية
يتكون النظام التعليمي في قبرص الشمالية من أربعة مراحل هي: مرحلة ما قبل المدرسة، ومرحلة التعليم الأولي، ومرحلة التعليم الثانوي، ومرحلة التعليم العالي (الجامعي)، والتعليم الأولي ـ الذي يتكون من خمس سنوات ـ إجباري.
في قبرص الشمالية ما يزيد عن 40 ألف طالب جامعي موزعين على 6 جامعات هي: جامعة الشرق الأدنى (بالتركية: Yakın Doğu Üniversitesi)، وجامعة غيرن الأمريكية (بالإنجليزية: Girne American University)، وجامعة الشرق الأوسط التقنية، وجامعة ليفكه الأوروبية (بالتركية: Lefke Avrupa Üniversitesi)، وجامعة قبرص الدولية (بالتركية: Uluslararası Kıbrıs Üniversitesi)، وجامعة شرق المتوسط (بالتركية: Doğu Akdeniz Üniversitesi)، وقد تأسست جميعها ـ باستثناء جامعة الشرق الأوسط التقنية ـ بعد سنة 1974، وتتمتع جامعة شرق المتوسط بالاعتراف الدولي كمؤسسة تعليم جامعي، ويعمل بها أكثر من 1000 عضو هيئة تدريس ينتمون إلى 35 دولة، ويدرس بها 15 ألف طالب ينتمون إلى 68 جنسية. وتتمتع جامعات قبرص الشمالية الست باعتراف مجلس التعليم العالي التركي، وتحمل جامعتا شرق المتوسط والشرق الأدنى عضوية كاملة بصفتهما المؤسسية في اتحاد الجامعات الأوروبية، كما تحمل جامعة شرق المتوسط عضوية كاملة في تجمع جامعات المتوسط، واتحاد جامعات العالم الإسلامي، والاتحاد الدولي للجامعات إضافة إلى حصول جميع تخصصاتها الهندسية على شهادة اعتراف هيئة الاعتماد الأكاديمي الأمريكية للهندسة والتقني(ABET). وقد أزمعت ثلاث جامعات تركية (هي جامعة إسطنبول التقنية وجامعة جوكوروفا وجامعة الغازي) فتح فروع لها في قبرص الشمالية سنة 2010، كما افتتحت جامعة غيرن الأمريكية في قبرص الشمالية فرعاً لها في كانتربيري بالمملكة المتحدة سنة 2009، وحصل هذا الفرع على اعتماد مجلس الاعتماد البريطاني سنة 2010.[بحاجة لمصدر]
وفي 13 أغسطس 2010 حصل اتحاد العلوم التربوية بقبرص الشمالية على العضوية الكاملة في اتحاد الأبحاث التربوية الأوروبي.

## الطلبة الدوليين في قبرص الشمالية
الطلبة الدوليون في قبرص الشمالية يمثلون جزءاً متزايداً من المشهد التعليمي في البلاد، حيث تجذب الجامعات سنوياً الآلاف من الطلاب من مختلف أنحاء العالم، بما في ذلك إفريقيا، آسيا، أوروبا، والشرق الأوسط. تعد قبرص الشمالية وجهة تعليمية مميزة نظرًا لجودة التعليم العالية وتكاليف الدراسة والمعيشة المعقولة مقارنةً بالدول الأوروبية الأخرى.
تتمتع الجامعات في قبرص الشمالية ببرامج أكاديمية متنوعة ومعترف بها دولياً، حيث تقدم درجات البكالوريوس، والماجستير، والدكتوراه في مجالات متعددة تشمل الطب، الهندسة، العلوم الاجتماعية، وإدارة الأعمال. معظم هذه الجامعات تعتمد اللغة الإنجليزية كلغة رئيسية للتدريس، مما يسهل على الطلاب الدوليين الاندماج في البرامج الأكاديمية.
تقدم الجامعات أيضًا مجموعة متنوعة من المنح الدراسية التي تصل في بعض الأحيان إلى خصومات كبيرة على الرسوم الدراسية، ما يسهم في جذب عدد أكبر من الطلبة من الدول ذات الدخل المتوسط والمنخفض. بالإضافة إلى ذلك، فإن الدراسة في قبرص توفر بيئة آمنة وودية للطلاب، مع بنية تحتية جامعية حديثة، سكن طلابي مريح، وأنشطة طلابية متنوعة تعزز التفاعل الثقافي والتبادل المعرفي بين الطلاب.

من الجوانب الإيجابية الأخرى للطلبة الدوليين في قبرص الشمالية هي سهولة إجراءات الدخول والإقامة. فبالنسبة للعديد من الجنسيات، يمكن الدخول بدون الحاجة إلى تأشيرة دخول طويلة الأمد، حيث يحصل الطلبة على إقامة طلابية بمجرد تسجيلهم في الجامعة، ما يجعل التجربة الدراسية أكثر سهولة ويسراً.